# Peñíscola Fútbol Sala
El Peñíscola Fútbol sala, por motivos de patrocinio Servigroup Peñíscola es un equipo español de fútbol sala de Peñíscola, provincia de Castellón. Fue fundado en el año 2000. Actualmente participa en la Primera División Futsal de la RFEF.

## Trayectoria[2]
| Temporada | División         | Posición                             | Copa de España   | Copa del Rey           |
| --------- | ---------------- | ------------------------------------ | ---------------- | ---------------------- |
| 2012-13   | Segunda División | 2.º                                  |                  | Dieciseisavos de final |
| 2013-14   | Primera División | 12.º                                 |                  | Dieciseisavos de final |
| 2014-15   | Primera División | 8.º (cuartos de final)               |                  | Octavos de final       |
| 2015-16   | Primera División | 8.º (cuartos de final)               |                  | Cuartos de final       |
| 2016-17   | Primera División | 7.º (cuartos de final)               | Cuartos de final | Octavos de final       |
| 2017-18   | Primera División | 13.º                                 |                  | Octavos de final       |
| 2018-19   | Primera División | 7.º                                  | Cuartos de final | Octavos de final       |
| 2019-20   | Primera División | 11.º                                 |                  | Cuartos de final       |
| 2020-21   | Primera División | 16.º                                 |                  | Dieciseisavos de final |
| 2021-22   | Segunda División | 2.º (Semifinales playoff de ascenso) |                  | Octavos de final       |
| 2022-23   | Segunda División | 1.º                                  |                  | Semifinales            |
| 2023-24   | Primera División | 10.º                                 |                  | Semifinales            |

## Palmarés
- Copa de España (1): (2025)
- Segunda División (1): (2022-23)
- Tercera División (1): (2009-10)
- 1.ª División Provincial (1): (2006-07)
- Supercopa Comunitat (1): (2023-24)